# O-823
O-823 دارویی است که از مشتقات کانابینوئیدی است که در تحقیقات علمی استفاده می‌شود، این به عنوان یک آگونیست/آنتاگونیست مختلط در گیرنده کانابینوئید CB 1 توصیف می‌شود، به این معنی که در صورت تجویز همزمان در کنار آگونیست قوی تر CB1 به عنوان یک آنتاگونیست عمل می‌کند، اما هنگامی که به تنهایی تجویز می‌شود، اثرات آگونیست جزئی ضعیفی از خود نشان می‌دهد.